# George Michael
George Michael, właśc. Georgios Kyriacos Panayiotou (gr. Γεώργιος Κυριάκος Παναγιώτου, Geṓrgios Kuriákos Panagiōtou; ur. 25 czerwca 1963 w Londynie, zm. 25 grudnia 2016 w Goring-on-Thames) – brytyjski piosenkarz, producent muzyczny i kompozytor muzyki pop i soul pochodzenia grecko-cypryjskiego i angielskiego. W 2023 wprowadzony pośmiertnie do Rock and Roll Hall of Fame.

## Wczesne lata
Urodził się w londyńskim East Finchley, w London Borough of Barnet, jako najmłodsze dziecko w rodzinie restauratora Jacka Panosa (właśc. Kyriacos Panajotu), greckiego imigranta urodzonego na Cyprze, oraz tancerki Lesley Angold (z domu Harrison; 1937–1997) będącą w połowie Angielką po ojcu (George James Harrison) i Żydówką ze strony matki (Daisy Angold). Pochodził z zamożnej rodziny. Dorastał ze starszymi siostrami: Yodą (ur. 1962) i Melanią (1960–2019). Matka została pochowana na Highgate Cemetery.
Większość dzieciństwa spędził w Kingsbury w północno-zachodnim Londynie, gdzie uczęszczał do Kingsbury High School. Gdy był nastolatkiem, jego rodzina przeniosła się do Radlett w Hertfordshire. Tam uczęszczał do Bushey Meads School w sąsiednim mieście Watford, gdzie zaprzyjaźnił się z Andrew Ridgeleyem. Obaj mieli podobne ambicje zrobienia kariery muzycznej. Był zafascynowany twórczością Queen, Davida Bowiego, Eltona Johna, The Beatles i Led Zeppelin, poza tym nagrywał audycje Top 40 z listami muzycznych przebojów. Dorabiał, występując na stacji londyńskiego metra (z gitarzystą Davidem Mortimerem) oraz roznosząc gazety i myjąc samochody (z Andrew Ridgeleyem).

## Kariera muzyczna

### Działalność w zespole Wham!
W 1979 śpiewał w zespole The Executive, który założył z Andrew Ridgeleyem, przyjacielem ze szkoły Bushey Meads. Dzięki występom z zespołem nabrał pewności siebie, zaczął także wierzyć w swój talent wokalny. Po rozpadzie grupy imał się różnych zajęć, m.in. sprzątał w restauracji ojca „The Angus Pride”, był magazynierem w British Home Stores, pracował na budowie oraz był bileterem w kinie „Empire Cinema” i didżejem w restauracji „Bel Air”.
W 1981 wraz z Ridgeleyem założył zespół Wham!, w którym był głównym wokalistą, kompozytorem, a także okazjonalnie instrumentalistą i producentem. W 1982 nawiązali współpracę z niezależną wytwórnią Innervision Records. Pod szyldem firmy wydali swój debiutancki singel „Wham Rap! (Enjoy What You Do)”, po którego premierze Michael zaczął posługiwać się anglojęzycznym pseudonimem artystycznym. W tym samym roku Wham! wystąpili w programie telewizyjnym Top Of The Pops, podczas którego wykonali piosenkę „Young Guns (Go For It!)”. Występ ten uważany jest za jeden z najlepszych w historii zespołu, jak również całego programu. 9 lipca 1983 nakładem Innervision Records wydali debiutancki album studyjny pt. Fantastic, który przez początkowe dwa tygodnie po wydaniu znajdował się na pierwszym miejscu brytyjskiej listy najlepiej sprzedających się płyt.
Po sukcesie pierwszej płyty zespół rozwiązał umowę z Innervision. W listopadzie 1984 duet wydał nakładem wytwórni Epic Records album pt. Make It Big, którymi promowali przebojami: „Wake Me Up Before You Go-Go”, „Freedom” i „Careless Whisper”. Ostatni z singli firmowany był tylko nazwiskiem Michaela, co było podyktowane planami rozpoczęcia solowej kariery przez piosenkarza. W tym samym roku napisał i wydał, utrzymaną w świątecznych klimatach, piosenkę „Last Christmas”, która dotarła do drugiego miejsca brytyjskiej listy przebojów. Pierwsze miejsce zajął wtedy, również świąteczny, utwór „Do They Know It’s Christmas?”, stworzony przez charytatywny projekt Band Aid, w którego współtworzenie był zaangażowany m.in. Michael. Utwór „Last Christmas” stał się przebojem i doczekał się coverów.
W grudniu 1984 rozpoczął międzynarodową trasę koncertową The Big Tour z Wham!, która obejmowała występy w Wielkiej Brytanii, USA i Japonii. Duet odbył także 10-dniową wizytę w Chinach w kwietniu 1985, dzięki czemu stał się pierwszym zachodnim zespołem popowym, któremu udało się wystąpić w Państwie Środka. Miesiąc wcześniej Michael zdobył dwie Ivor Novello Awards w kategoriach: Utwór najczęściej obecny na antenie radiowej (za „Careless Whisper”) oraz Kompozytor i tekściarz roku, ponadto był nominowany do zdobycia statuetki za najlepszą piosenkę („Wake Me Up Before You Go-Go”). W maju 1985 wystąpił w Apollo Theatre w Nowym Jorku podczas koncertu Motown Returns to Apollo, na którym zaśpiewał utwory: „Love’s in Need of Love Today” w duecie ze Stevie Wonderem i „Careless Whisper” z Smokeyem Robinsonem. W lipcu wystąpił podczas koncertu charytatywnego Live Aid na Stadionie Wembley, na którym zaśpiewał utwór „Don’t Let the Sun Go Down on Me” w duecie z Eltonem Johnem. W lipcu i sierpniu odbył z Wham! trasę koncertową po USA pod nazwą Whamamerica!. W tym okresie zmienił wizerunek – zaczął nosić obcisłe dżinsy, wydekoltowane t-shirty i skórzane kurtki oraz zapuścił kilkudniowy zarost.
Wiosną 1986 Michael i Ridgeley ogłosili zakończenie działalności Wham!, a głównym z powodów rozpadu zespołu były ambicje Michaela, który pragnął tworzyć muzykę dla bardziej wymagającej publiczności. Zespół przestał istnieć po wydaniu albumu kompilacyjnego (The Final) i studyjnego (Music from the Edge of Heaven) oraz zagraniu 28 czerwca 1986 pożegnalnego koncertu The Final na Stadionie Wembley, który przyciągnął 72 tys. widzów.

### Kariera solowa
Solową karierę rozpoczął od wydania przeboju „I Knew You Were Waiting” w duecie z Arethą Franklin. Następnie zaszokował publiczność piosenką i teledyskiem „I Want Your Sex”, promującym jego pierwszy solowy album pt. Faith z 1987. Rozgłośnie radiowe zakazały emitowania utworu przed godziną 22:00, ale to nie przeszkodziło, aby stał się on przebojem. W teledysku wystąpiła Kathy Jeung, ówczesna partnerka wokalisty. Płytą Faith Michael całkowicie zerwał z wizerunkiem uśmiechniętego chłopca z zespołu Wham! – pojawił się na okładce z dwudniowym zarostem i w skórzanej kurtce. Album promował również singlami „Father Figure”, „Kissing a Fool” oraz tytułowym „Faith”. Za płytę odebrał wiele nagród muzycznych, m.in. American Music Award i nagrodę Grammy, otrzymał też nagrodę Ivor Novello Award dla najlepszego kompozytora.

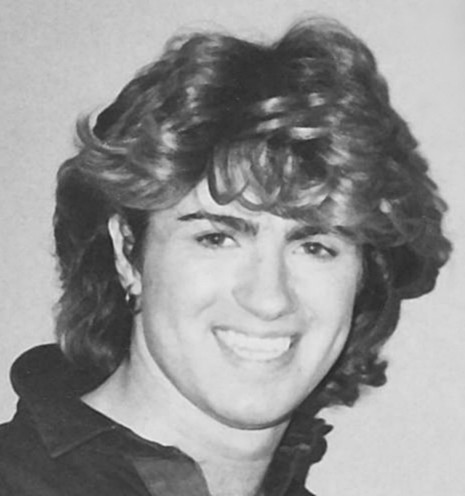
George Michael w roku 1985.

W 1988 wyruszył w światową trasę koncertową, a w następnym roku wsparł wokalnie Ridgeleya w utworze „Red Dress” z jego solowej płyty pt. Son of Albert. W 1990 wydał album pt. Listen Without Prejudice Vol. 1, który promował singlem „Freedom! ’90”. Teledysk wzbudził sensację, ponieważ nie występował w nim sam artysta, lecz znane modelki. W tym wideoklipie niszczone są kurtka, gitara i szafa grająca, znaki firmowe Michaela z teledysku „Faith”. W 1991 odebrał kolejną nagrodę Grammy (za „Freedom! ’90”) i rozpoczął trasę koncertową pod nazwą Cover to Cover.
W 1991 wystąpił w duecie z Ridgeleym na festiwalu Rock in Rio. Podczas koncertu poznał projektanta Anselmo Feleppę, gdy orientacja seksualna Michaela była wówczas tajemnicą dla opinii publicznej, ale również dla rodziny piosenkarza. Michael później wielokrotnie podkreślał, że za czasów związku z Anselmo był najszczęśliwszy w całym swoim życiu, a późniejsza strata ukochanego odcisnęła znaczące piętno na późniejszym jego życiu.
W 1992 wydał singel „Too Funky” i wziął udział w koncercie The Freddie Mercury Tribute Concert, który miał na celu oddanie hołdu Freddiemu Mercuremu, zmarłemu pół roku wcześniej frontmanowi grupy Queen. Podczas koncertu wykonał piosenki: „’39”, „Somebody to Love” i „These Are the Days of Our Lives”. Po ciepłym odbiorze występu wokalisty przez fanów grupy zaproponowano Michaelowi przejęcie roli lidera zespołu Queen, jednak ten nie przyjął propozycji z uwagi na chęć kontynuowania solowej kariery.
W październiku 1992 rozpoczął spór sądowy o wolność artystyczną ze swoją wytwórnią Sony Music, jednak w 1994 przegrał proces z wytwórnią. W tym czasie życiowy partner wokalisty odkrył, że jest nosicielem wirusa HIV i w 1993 umarł na udar mózgu, pozostawiając Michaela w żałobie, w trakcie procesu sądowego, niebędącego w stanie pisać.
W 1996 powrócił do muzyki i wydał jazzowy album pt. Older. Ponownie zmienił wizerunek: nosił bardzo krótkie włosy i brodę. Teksty na płycie wyraźnie odnosił się do Anselmo, ich związku i bólu artysty po jego stracie, choć z drugiej strony odmawiał wyraźnej odpowiedzi na to, jaka jest jego orientacja seksualna i kim jest Anselmo, któremu dedykował płytę. Związał się z Amerykaninem Kenny Gossem. Older nie przyniósł tournée. Michael wziął udział w projekcie MTV Unplugged, który według fanów i jego samego jest jednym z najlepszych, jeśli nie najlepszym koncertem, jaki zagrał. Był to również wyjątkowy koncert ze względów osobistych – był to ostatni występ Michaela, który oglądała jego matka Leslie Panayiotou, która w lutym 1997 zmarła na raka skóry.
W 1998 został aresztowany w Los Angeles za „czyny lubieżne” w toalecie w Will Rogers Memorial Park w Beverly Hills. Wywołało to światowy skandal, w obliczu którego otwarcie ujawnił, że jest gejem podczas programu w CNN. Kilka miesięcy później wydał singel „Outside”, który był ironiczną odpowiedzią na kontrowersje. „Outside” i „A Moment with You”, żartobliwy utwór dedykowany policjantowi, który go aresztował, ukazały się na dwupłytowym albumie pt. Ladies & Gentleman, będącym zbiorem największych przebojów tanecznych i ballad Michaela.
W 1999 kontynuował działalność charytatywną. Zagrał koncert Net Aid na stadionie Wembley w Londynie oraz wystąpił w Royal Albert Hall w Londynie na Equality Show dla uczczenia 30. rocznicy wydarzeń w Stonewall. W międzyczasie wydał kolejny, swingująco-jazzowy album studyjny pt. Songs from the Last Century, na którym znalazły się wyłącznie covery, w tym „Roxanne” Stinga czy „Miss Sarajevo” U2 oraz piosenek z lat 30., 40. i 50.

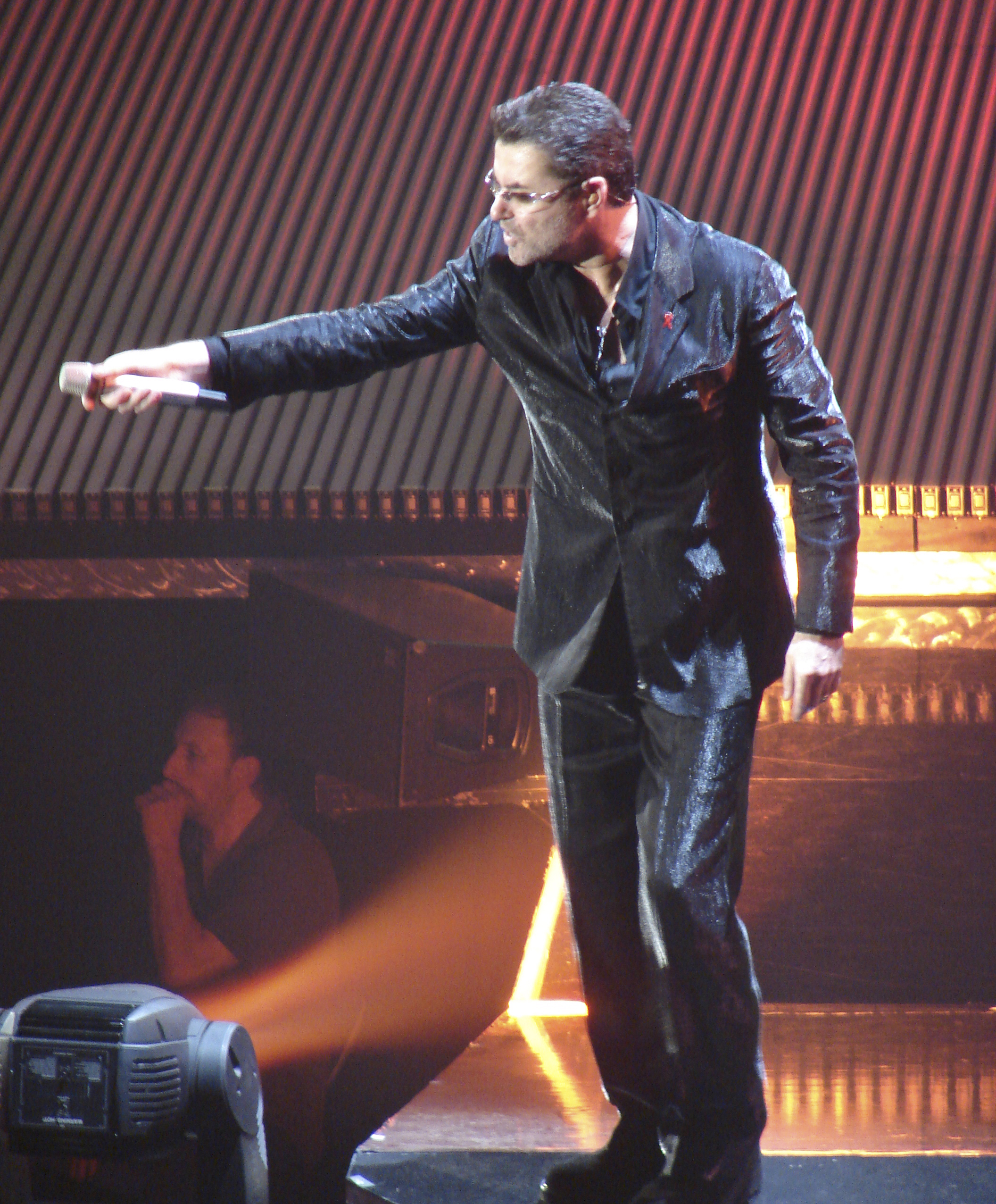
George Michael podczas koncertu w Antwerpii, listopad 2006

Kolejne lata spędził w studiu, pracując nad kolejnym albumem. W tym czasie ukazały się zaledwie trzy single. Pierwszym z nich był duet z Whitney Houston „If I Told You That”, wydany w czerwcu 2000. W marcu 2002 wydał singel „Freeek!”, który ze względu na swój mocno erotyzujący tekst i wideoklip (jeden z najdroższych w historii popu) wywołał wiele kontrowersji. Utwór. raczej niezrozumiany przez krytykę, miał być satyrą na współczesną, przepełnioną seksem kulturę, szczególnie telewizyjną, oraz internet. W tym samym roku Michael zaangażował się w kontrowersyjną dysputę na temat udziału Wielkiej Brytanii w wojnie w Iraku. W lipcu wypuścił singel „Shoot the Dog”, w którym sparodiował brytyjskiego premiera Tony’ego Blaira i ówczesnego prezydenta USA, George’a W. Busha. Muzyk był często zapraszany do programów telewizyjnych, gdzie próbował przekonać opinię publiczną o bezsensowności tej wojny. Tę misję kontynuował w 2003, wykonując cover piosenki „The Grave” w Top of the Pops oraz śpiewając podczas rozdania nagród MTV w duecie z Ms. Dynamite swój stary przebój „Faith” ze zmienionym, antywojennym tekstem.
W 2004 wydał autorski album studyjny pt. Patience. 1 marca ukazał się w sprzedaży singel promujący płytę, „Amazing”. Płyta pełna jest osobistych piosenek, będących zapisem przeżyć i przemyśleń artysty, jak również utworów będących komentarzem do bolączek współczesnego świata. W utworze „My Mother Had a Brother” odniósł się do historii rodzinnej: brat matki popełnił samobójstwo w ciągu 24 godzin po narodzinach Michaela; prawdopodobną przyczyną był homoseksualizm nieakceptowany przez społeczeństwo w latach 50., a decyzja została podjęta po narodzinach Michaela tak, aby nie zaszkodzić ciąży siostry. Jednocześnie artysta ogłosił, że po wydaniu następnego albumu ma zamiar wycofać się z show-businessu i publikować swoje utwory w sieci, udostępniając je fanom za darmo lub za dobrowolny datek na cele charytatywne. Fani na całym świecie przyjęli płytę entuzjastycznie. W USA, głównie za sprawą wywiadu w Oprah Winfrey Show, album został okrzyknięty wielkim comebackiem Michaela. Również w swojej ojczyźnie artysta został doceniony – w kwietniu został uhonorowany przez Akademię Radiową jako najczęściej słuchany artysta w Wielkiej Brytanii.
26 października 2011 odwołał występ w londyńskim Royal Albert Hall z powodu infekcji wirusowej. 21 listopada 2011 w szpitalu w Wiedniu skarżył się na bóle w klatce piersiowej przy hotelu dwie godziny przed jego występem Symphonica Tour. Do 1 grudnia był na oddziale intensywnej opieki medycznej z powodu zapalenia płuc. Stan ten doprowadził do odwołania i odroczenia pozostałych występów w 2011, które zostały zaplanowane głównie w Wielkiej Brytanii.
12 sierpnia 2012 wystąpił w ceremonii zamknięcia XXX Letnich Igrzysk Olimpijskich w Londynie.

## Śmierć

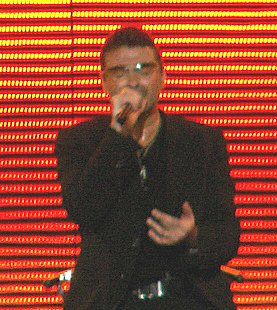
Koncert 25 Live na torze wyścigów konnych Służewiec w Warszawie, 2007

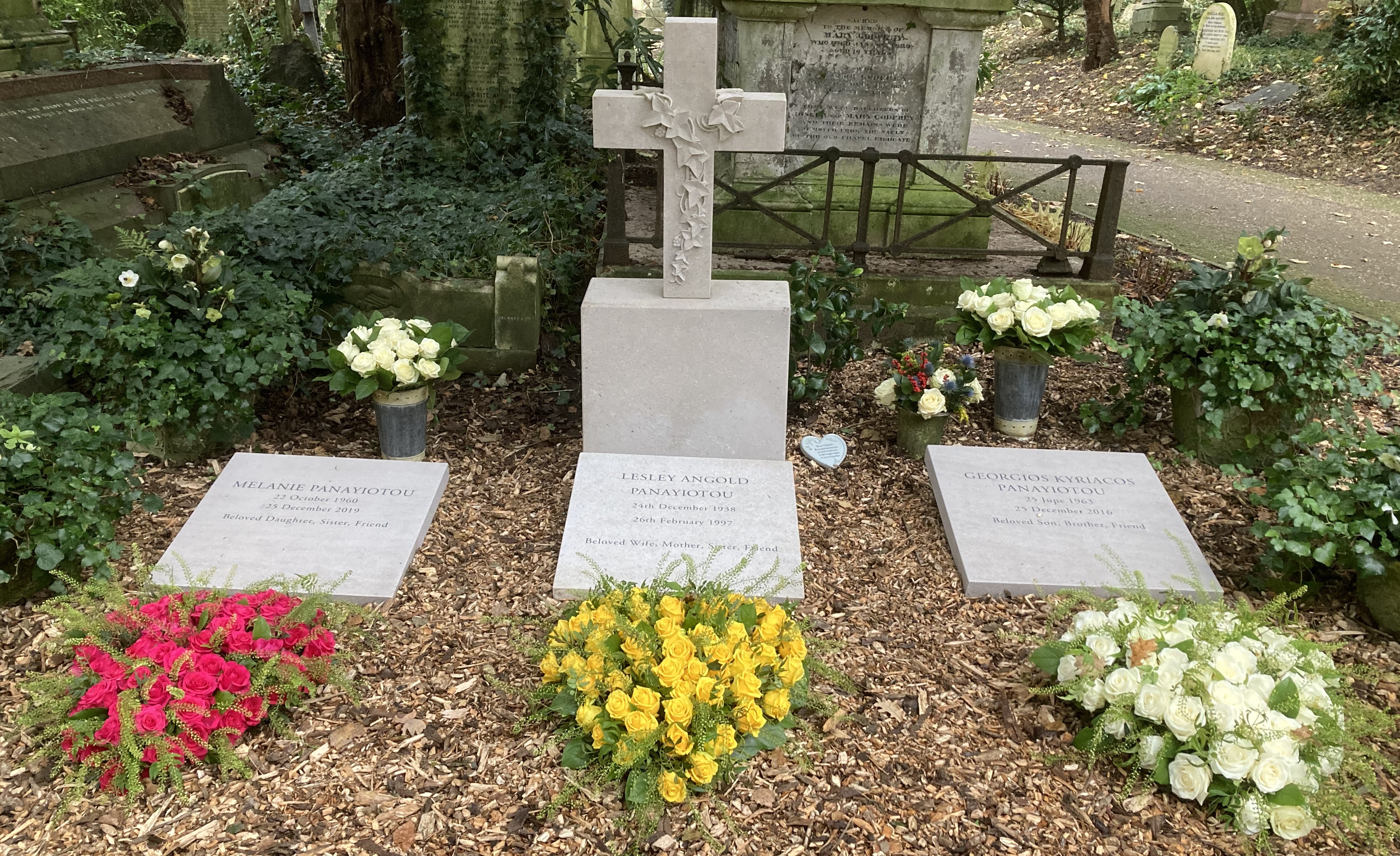
Grób George’a Michaela na cmentarzu Highgate Cemetery

Zmarł 25 grudnia 2016 w swojej posiadłości w Goring-on-Thames w hrabstwie Oxfordshire, w wieku 53 lat. Oficjalnymi przyczynami śmierci były kardiomiopatia rozstrzeniowa z zapaleniem mięśnia sercowego oraz stłuszczenie wątroby, jednak niejasne okoliczności śmierci wywołują liczne teorie spiskowe wśród fanów George'a Michaela. Jego życiowy partner Fadi Fawaz w dniu śmierci George'a Michaela spędził noc w samochodzie zaparkowanym przed jego posiadłością, co było jedną z przyczyn spekulacji o przyczynach śmierci artysty.
Został pochowany 29 marca 2017 na cmentarzu Highgate Cemetery w Londynie.
Dokładnie trzy lata po śmierci George'a Michaela zmarła jego najstarsza siostra Melania.

## Życie prywatne
Spotykał się m.in. ze szkolną koleżanką Helen Tye (stała się inspiracją do tekstu przeboju „Careless Whisper”), aktorką Patricią Fernandez (1984), aktorką Brooke Shields (1985) i makijażystką Kathy Jeung (1987–1989), z którą wystąpił w teledysku „I Want Your Sex” (1987). W latach 1991–1993 związany był z pochodzącym z Brazylii projektantem mody Anselmo Feleppą, którego poznał w 1991 na koncercie rockowym w Rio de Janeiro. Po sześciu miesiącach trwania ich związku Feleppa odkrył, że ma HIV. W 1993 został sparaliżowany w wyniku udaru mózgu, a kilka miesięcy później zmarł. Michael pogrążył się w żałobie. Po śmierci partnera napisał utwór „Jesus to a Child”, który jest hołdem dla Feleppy, podobnie jak album Older (1996).
W latach 1996–2009 partnerem Michaela był Kenny Goss, przedsiębiorca przemysłu sportowego oraz kolekcjoner sztuki. Przyczyną rozstania pary były coraz częstsze problemy Michaela z narkotykami i konflikty z prawem.
W 1998 ujawnił publicznie, że jest gejem. Wcześniej nie mówił publicznie o swojej orientacji w obawie przed załamaniem kariery. W 2006 brytyjski tabloid „News of the World” opublikował zdjęcia wokalisty w londyńskim parku Hampstead Heath (popularnym miejscu schadzek gejów) i sugerował, że Michael był tam w celu anonimowego seksu.
W 2011 związał się z Fadi Fawazem, znanym jako gejowski model porno Isaac Mazar.
George Michael był członkiem brytyjskiej młodzieżówki komunistycznej Young Communist League.

### Problemy z prawem
W 1998 został aresztowany w Los Angeles za „czyny lubieżne” w toalecie w Will Rogers Memorial Park w Beverly Hills.
Był wielokrotnie aresztowany przez policję za posiadanie narkotyków. 24 sierpnia 2010 przyznał się do prowadzenia pojazdu pod wpływem narkotyków przed sądem w Highbury w Londynie, a 14 września 2010 przez ten sam sąd został skazany na karę ośmiu tygodni pozbawienia wolności.

## Dyskografia
Albumy studyjne
| Faith                           | - Data: 30 października 1987 - Wydawca: Epic Records | 1   | 1 | 3  | 3 | 3 | 3  | 4 | 5 | 1 | - USA: diamentowa płyta - CAN: diamentowa płyta - UK: 4x platynowa płyta                                                                      |
| Listen Without Prejudice Vol. 1 | - Data: 3 września 1990 - Wydawca: Epic Records      | 2   | 1 | 2  | 2 | 7 | 5  | 3 | 2 | 2 | - UK: 4x platynowa płyta - CAN: 2x platynowa płyta - USA: 2x platynowa płyta - GER: złota płyta                                               |
| Older                           | - Data: 13 maja 1996 - Wydawca: Virgin Records       | 6   | 1 | 1  | 1 | 3 | 1  | 2 | 1 | 1 | - UK: 6x platynowa płyta - CAN: 2x platynowa płyta - USA: platynowa płyta - GER: platynowa płyta - FRA: 2x złota płyta - POL: platynowa płyta |
| Songs from the Last Century     | - Data: 6 grudnia 1999 - Wydawca: Virgin Records     | 157 | 2 | 12 | 8 | 4 | 12 | 6 | 7 | 6 | - UK: 2x platynowa płyta - FRA: 2x złota płyta - CAN: złota płyta - GER: złota płyta                                                          |
| Patience                        | - Data: 15 marca 2004 - Wydawca: Sony Music          | 12  | 1 | 2  | 2 | 1 | 3  | 2 | 4 | 1 | - UK: 2x platynowa płyta - GER: platynowa płyta - FRA: złota płyta - POL: złota płyta                                                         |
| „–” album nie był notowany.     |                                                      |     |   |    |   |   |    |   |   |   | |

Albumy koncertowe i kompilacje
| Ladies & Gentlemen: The Best of George Michael | - Data: 9 listopada 1998 - Wydawca: Sony Music  | 24 | 1 | 2  | 3  | 3  | 2  | 5 | –  | 2 | - UK: 8x platynowa płyta - USA: 2x platynowa płyta - CAN: 2x platynowa płyta - GER: platynowa płyta - FIN: złota płyta - POL: platynowa płyta |
| Twenty Five                                    | - Data: 11 listopada 2006 - Wydawca: Sony Music | 23 | 1 | 9  | 18 | 13 | 19 | 2 | –  | 2 | - UK: 2x platynowa płyta - POL: 2x platynowa płyta                                                                                            |
| Symphonica                                     | - Data: 14 marca 2014 - Wydawca: Virgin EMI     | 60 | 1 | 11 | 14 | 6  | 7  | 6 | 15 | 2 | - UK: złota płyta - POL: platynowa płyta |
| „–” album nie był notowany.                    |                                                 |    |   |    |    |    |    |   |    |   | |

Minialbumy
| Five Live                   | - Data: 19 kwietnia 1993 - Wydawca: Parlophone | 46 | 1 | 17 | 9 | 8 | 2 | 6 | 2  | - UK: złota płyta - GER: złota płyta |
| The Older EP                | - Data: 1997 - Wydawca: Virgin                 | –  | 3 | –  | – | – | – | – | 29 | - UK: srebrna płyta                  |
| „–” album nie był notowany. |                                                |    |   |    |   |   |   |   |    |                                      |